# Plagiodesmus obliquus
Plagiodesmus obliquus är en mångfotingart som beskrevs av Cook 1896. Plagiodesmus obliquus ingår i släktet Plagiodesmus och familjen Oxydesmidae. Inga underarter finns listade i Catalogue of Life.